# Santa Rosa, Santiago Ixcuintla
Santa Rosa är en ort i Mexiko.   Den ligger i kommunen Santiago Ixcuintla och delstaten Nayarit, i den centrala delen av landet, 700 km väster om huvudstaden Mexico City. Santa Rosa ligger 7 meter över havet och antalet invånare är 292.
Terrängen runt Santa Rosa är mycket platt. Runt Santa Rosa är det ganska glesbefolkat, med 48 invånare per kvadratkilometer. Närmaste större samhälle är Villa Hidalgo, 15,8 km öster om Santa Rosa. Trakten runt Santa Rosa består till största delen av jordbruksmark.